# Église du Sacré-Cœur de Moulins
Pour les articles homonymes, voir Église du Sacré-Cœur.
L'église du Sacré-Cœur est une église catholique située à Moulins (Allier), en France. Il s'agit de la plus ancienne église du Sacré-Cœur de France.

## Localisation
L'église du Sacré-Cœur est située dans le centre de Moulins, entre le quartier historique du palais des ducs et l'Allier, à l'extrémité ouest de la place d'Allier.

## Description
La nef a trois travées et le chœur possède un déambulatoire à chapelles rayonnantes tel qu'on en trouve dans les grandes cathédrales des XIIIe et XIVe siècles.
Sa façade ouest a trois portails dont chacun des tympans est orné d'un décor sculpté sur le thème du Sacré Cœur. Ce monument édifié en grès de Coulandon constitue l'un des témoins les plus achevés et réussis d'architecture religieuse néo-gothique en France. Ses proportions sont particulièrement harmonieuses ; la hauteur sous voûtes atteint 24 mètres tandis que les deux flèches en façade, qui semblent dialoguer avec celles de la cathédrale, s'élèvent à 74 mètres au-dessus de la place d'Allier.

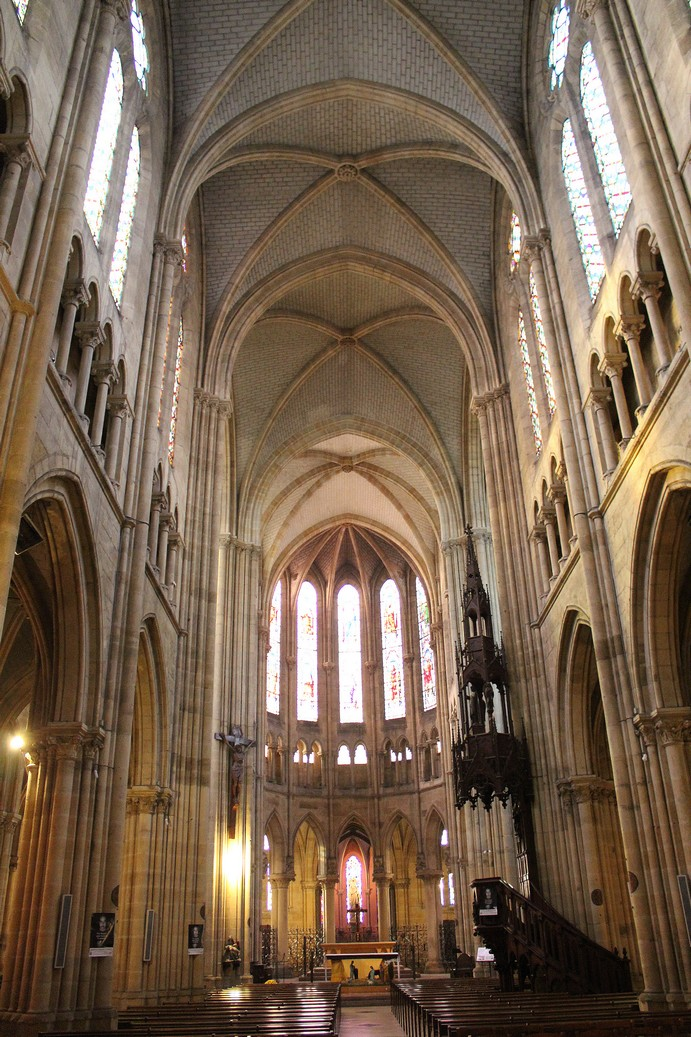
La nef.
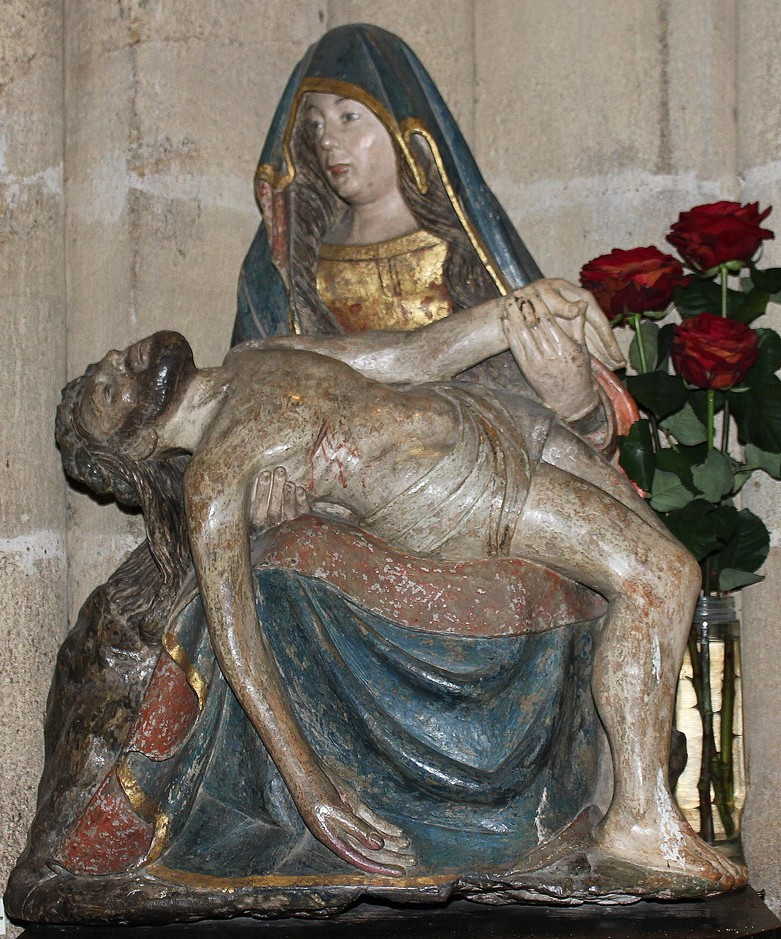
Pietà du XVe siècle.
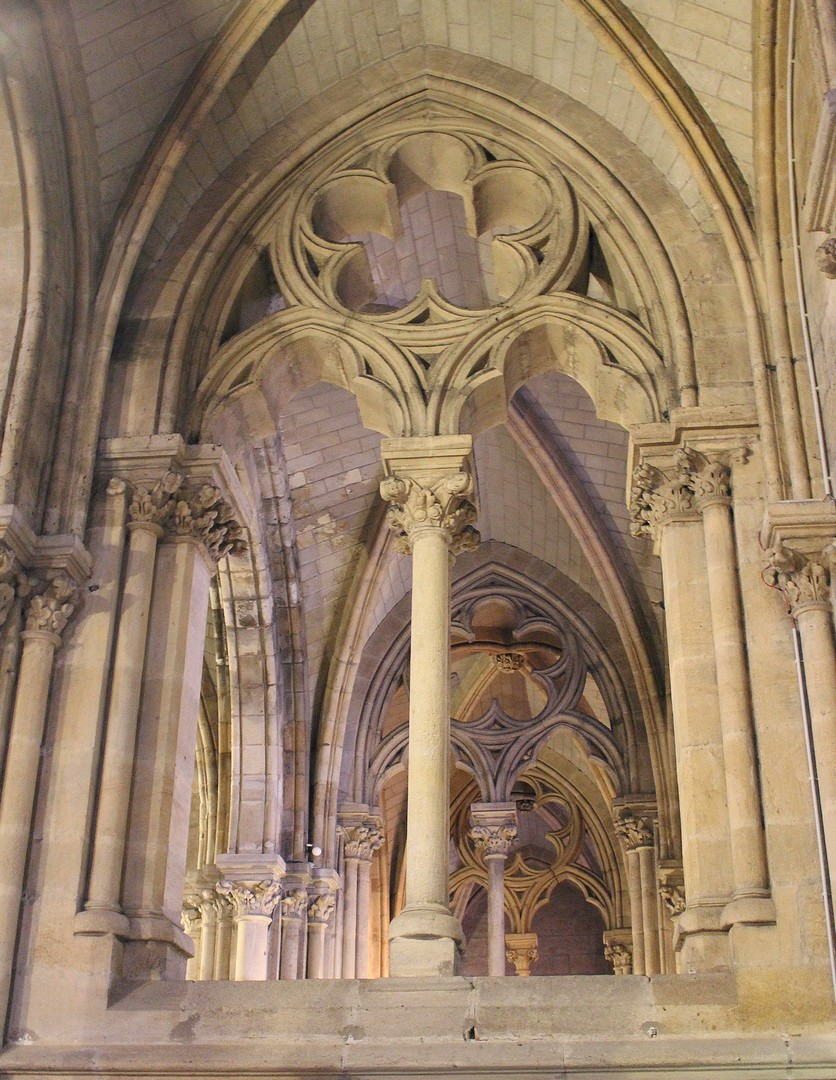
Dentelle de pierre entre les chapelles.
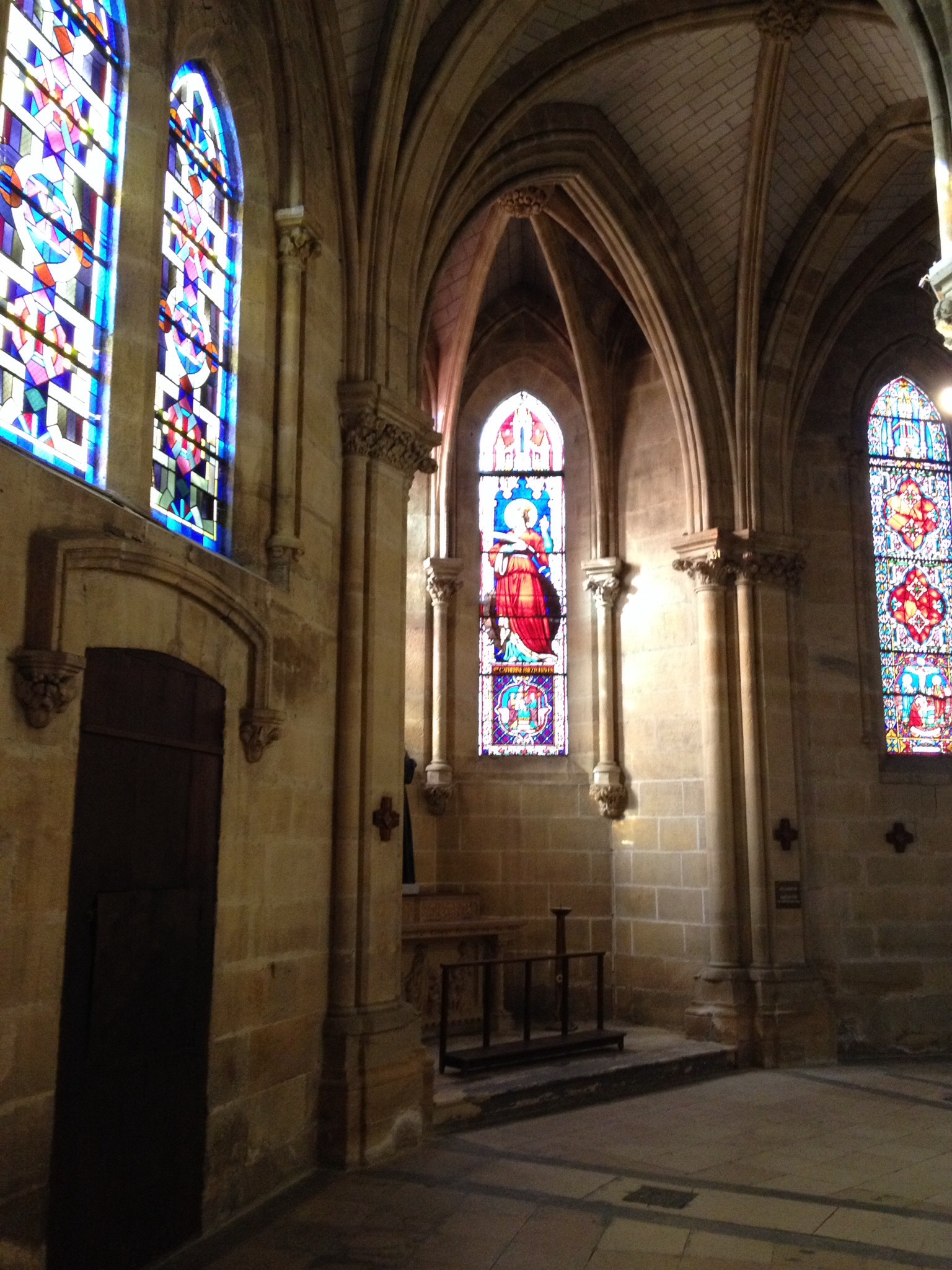
Vitraux dans le déambulatoire.
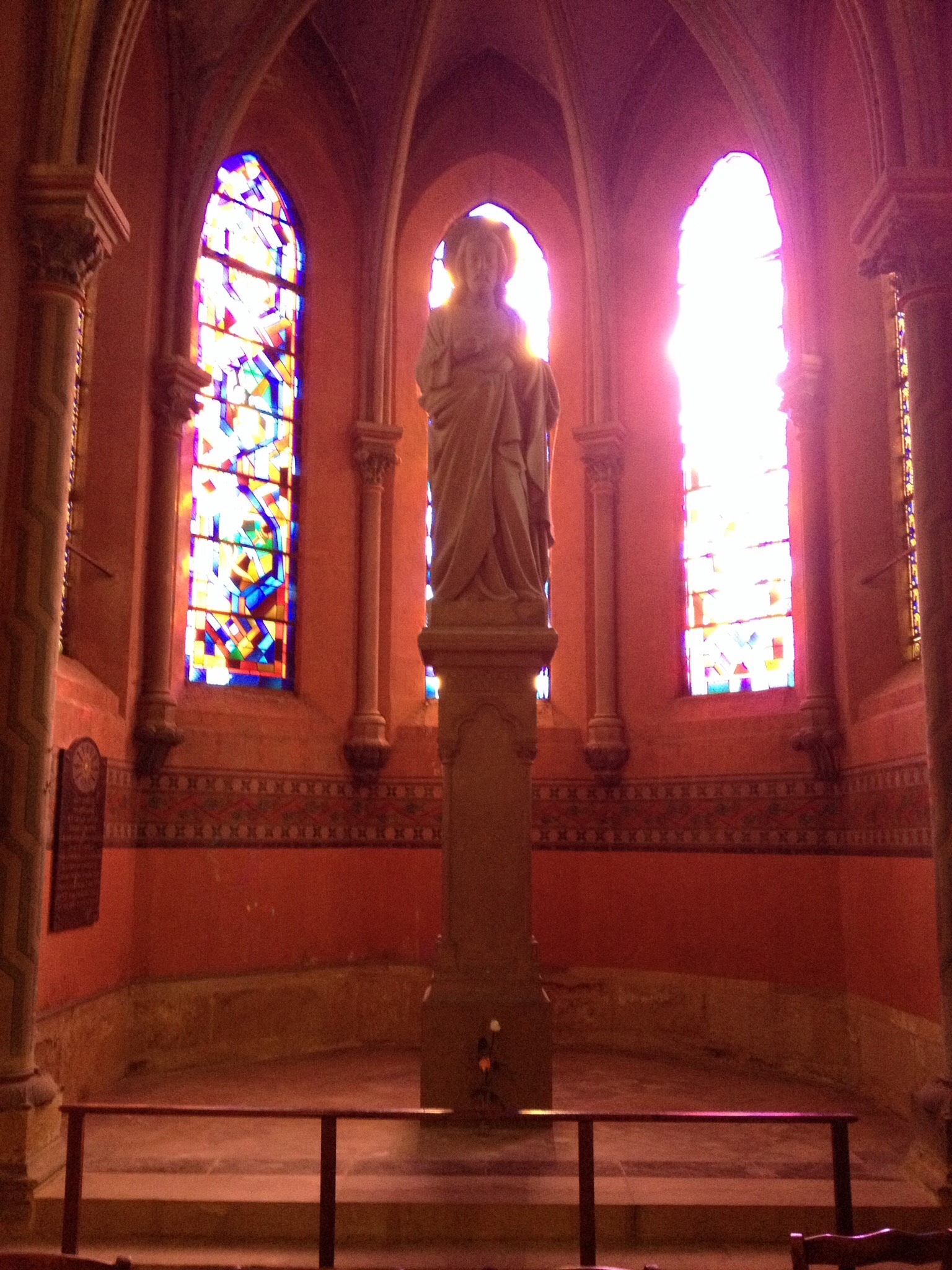
Vitraux.

## Historique
La paroisse Saint-Nicolas a été érigée en 1751 au cœur du quartier des mariniers de la Loire. Son église est l'ancien édifice du couvent des Dominicains, bâti au début du XVe siècle.
En 1839, l'abbé Martinet décide de la construction d'une nouvelle église dédiée au Sacré-Cœur de Jésus. C'est la première église de France à avoir cette dédicace. Un premier projet de l'architecte départemental Esmonnot, de style roman, est présenté, mais ce sera finalement celui de Jean-Baptiste-Antoine Lassus, de style néo-gothique, qui est retenu et construit sous le Second Empire.
L'édifice fait l’objet d’une inscription au titre des monuments historiques depuis le 30 septembre 1991.